# نباز
النباز جنس من الفصيلة النجمية. يضم نوعين هما
- النباز السوري
- النباز المحروس (الاسم العلمي: Notobasis obovallata)